# فرد س. بريتون
فرد س. بريتون (بالإنجليزية: Fred C. Britton) هو نقاش ‏ ورسام أسترالي، ولد في 21 مايو 1889، وتوفي في 14 ديسمبر 1931 في سيدني في أستراليا.